# Astronesthes boulengeri
Astronesthes boulengeri és una espècie de peix de la família dels estòmids i de l'ordre dels estomiformes.

## Morfologia
- Els mascles poden assolir 21 cm de longitud total.[3][4]

## Hàbitat
És un peix marí i d'aigües profundes que viu entre 12- 4.000 m de fondària.

## Distribució geogràfica
Es troba a l'Índic, el Pacífic i l'Atlàntic entre 30° i 40°S.